# Garðar
Garðar ou Gardhar est un établissement scandinave au Groenland au Moyen Âge, siège d'un évêché de 1126 à 1377 restauré en tant que siège titulaire en 1996. Ce fut le premier diocèse du pays.

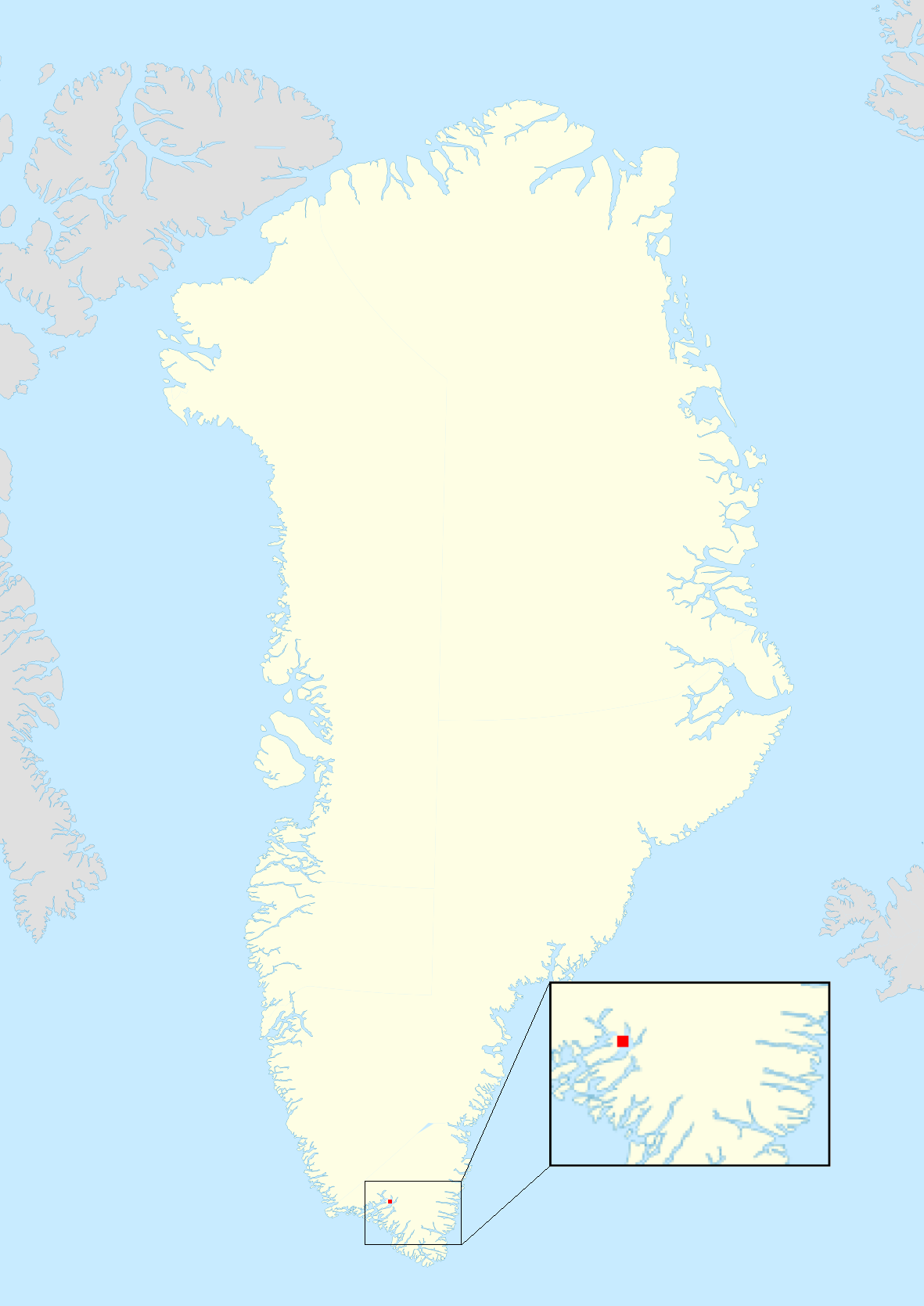
localisation de Gardhar, au sud du Groenland.

## Histoire
Les colons scandinaves venaient d'Islande : ce furent les premiers Européens qui découvrirent le Groenland. Au moment de leur adhésion au christianisme, ils y établirent une organisation religieuse.
Dans les sagas, il est dit que Sokki Þórisson, un riche fermier de la région de Brattahlíð lança au début du XIIe siècle l'idée d'un évêque du Groenland, séparé de la Norvège. Il obtint l'approbation du roi de Norvège. La plupart des membres du clergé devaient venir de Norvège ; le premier évêque de Gardar, Arnaldur, est ordonné par l'archevêque de Lund en 1124, et arrive au Groenland en 1126. La même année, il commence la construction de la cathédrale, dédiée à saint Nicolas, saint patron des marins.
Le diocèse est attribué à l'archevêché de Brême. Le diocèse de Gardar est confié à l'archevêque de Lund, de 1126 à 1152. En 1152, le diocèse du Groenland, ainsi que ceux de l'Islande, de l'île de Man, des îles Orcades et des îles Féroé deviennent assujettis à l'archidiocèse de Nidaros, nouvellement créé.
L'évêque Arnaldur retourne en Norvège en 1150 et devient évêque de Hamar en 1152. Son successeur à Gardhar est Jón Knútur, qui sert de 1153 à 1186. Le troisième évêque est Jón Árnason (surnommé « Smyrill »), qui prend ses fonctions en 1189. En 1202-1203, il fait un pèlerinage à Rome et rencontre le pape. Il meurt à Gardar en 1209 et y est enterré, très probablement dans la chapelle nord de la cathédrale.
L'évêque suivant, Thor Helgi, arrive au Groenland en 1212 et est évêque jusqu'à sa mort en 1230. En 1234, Nikulas est ordonné, mais n'arrive au Groenland qu'en 1239. Il décède en 1242. Ólafur est ordonné cette même année, mais n'arrive qu'en 1247. Il reste évêque jusqu'au milieu des années 1280, bien que de 1264 à 1280 il ait été à l'étranger, et donc loin de son propre diocèse. L'évêque suivant est Þór Bokki, qui reste à Gardar de 1289 jusqu'à son retour en Norvège en 1309.
L'évêque qui vint ensuite est Árni, de 1315 à 1347. En raison de la mauvaise communication entre le Groenland et la Norvège, on a supposé qu'il était mort et un nouvel évêque (Jon Skalli) a été ordonné prêtre en 1343 ; mais quand on a découvert que l'évêque était encore vivant, Jon Skalli a démissionné et n'est jamais allé au Groenland.
Après la mort d'Árni en 1347, il s'écoule des années avant que n'arrive l'évêque suivant, principalement en raison de la détérioration des communications. Álfur est ordonné prêtre en 1368 et devient le dernier évêque de Gardhar, jusqu'en 1378. Le diocèse groenlandais disparaît dans les années 1400, lorsque cesse la venue de navires norvégiens.
En 1996, le diocèse est restauré en tant que siège titulaire.

## Évêques

### Évêques diocésains
| Évêque                   | dates     |
| ------------------------ | --------- |
| Arnaldur, premier évêque | 1126–1150 |
| Jón Knútur               | 1153–1186 |
| Jón Árnason              | 1189–1209 |
| Þór Helgi                | 1212–1230 |
| Nikulás                  | 1234–1242 |
| Ólafur                   | 1242–1280 |
| Þór Bokki                | 1289–1309 |
| Árni                     | 1315–1347 |
| Álfur, dernier évêque    | 1368–1378 |

### Évêques titulaires
| Évêque                    | dates       |
| ------------------------- | ----------- |
| Edward William Clark (en) | Depuis 2001 |